# Списки населених пунктів Російської імперії
«Списки населених пунктів Російської імперії», «Списки населенных мест Российской империи» — історико-географічний довідник, підготовлений та виданий статистичним відділом МВС Російської імперії (пізніше — Центральним статистичним комітетом) у Санкт-Петербурзі 1861—85. Видання не завершене. Із запланованих випусків «Списков…» видані: вип. 1—3, 6—7, 9—10, 12—15, 18, 20, 24—25, 27—31, 33—48, 50—51, 60—62, 65. Переважно випущені «Списки…», присвячені губерніям європейської частини Російської імперії (за винятком Прибалтики, Польщі та Фінляндії) і трьом губерніям Сибіру. «Списки…» інших губерній не були опубліковані внаслідок неповноти зібраних відомостей. У кожному випуску вміщені історико-географічний огляд губернії з картою, таблиці зі списками населених місць із зазначенням таких відомостей: назва, топографічне розміщення, відстань у верстах від міст (столичних, губернських, повітових), кількість будинків у містах та дворів у сільських поселеннях, наявна кількість мешканців із поділом за статтю, храми, навчальні, благодійні установи, ярмарки, пристані, торгові та промислові установи та ін. Усі випуски мають покажчик населених пунктів. Інформацію про українські землі вміщено у випусках: 3-му (Бессарабская область, 1861), 13-му (Екатеринославская губерния, 1863), 33-му (Полтавская губерния, 1862), 41-му (Таврическая губерния, 1865), 46-му (Харьковская губерния, 1869), 47-му (Херсонская губерния, 1868), 48-му (Черниговская губерния); (web-ресурс: http://kartolog.ru/2009/11/spiski-naselennyx-mest-rossijskoj-imperii/ [Архівовано 29 вересня 2012 у WebCite]).